# Glena crassata
Glena crassata är en fjärilsart som beskrevs av George Duryea Hulst 1896. Glena crassata ingår i släktet Glena och familjen mätare. Inga underarter finns listade i Catalogue of Life.